# Jorge Trías Sagnier
Jorge Trías Sagnier (Barcelona, 13 de juliol de 1948 - Barcelona, 13 d'abril de 2022) va ser un advocat i polític català, fill de Carlos Trías Bertran i germà de Carlos Trías Sagnier i Eugenio Trías Sagnier. Va ser diputat al Congrés dels Diputats a la VI legislatura.

## Biografia
Va estudiar en el col·legi dels jesuïtes de Barcelona i es va llicenciar en dret a la Universitat de Barcelona el 1970. Així mateix, es va diplomar en Tècniques de gestió empresarial (TEGE) aquell mateix any a ESADE. Va fer el servei militar obligatori en el cos d'Intendència de Melilla durant 15 mesos.
Tot i que va pertànyer a l'alta burgesia catalana, va viure a Madrid des de 1977 fins a la seva mort. Va ser secretari general de la Lliga de Catalunya-Partit Liberal Català. Entre 1977 i 1978 va ser assessor del Ministre de Justícia i va col·laborar amb els directors generals d'Institucions Penitenciàries a la reforma de les presons, primer amb Jesús Haddad, que va ser assassinat pel GRAPO, i després amb Carlos García Valdés, catedràtic de Dret penal.
Com a advocat va portar casos de gran transcendència. Va aconseguir que es condemnés a l'exgeneral de les SS Léon Degrelle després d'un llarg procés que va tenir la seva recompensa en el Tribunal Constitucional d'Espanya, que va atorgar l'empara a Violeta Friedman. També va portar la defensa del jutge Javier Gómez de Liaño.
Militant del Partit Popular (PP), va ser diputat a les Corts a les eleccions generals espanyoles de 1996 i també col·laborador de la Fundació FAES, presidida per José María Aznar.
Al maig de 2006, Jorge Trías i Ignacio Sánchez Cámara, articulistes del diari ABC, van deixar de col·laborar-hi per discrepàncies amb la seva línia editorial i van passar a La Gaceta de los Negocios. Trías va declarar a El Confidencial que va presentar la seva renúncia al consell d'administració d'ABC després de ser-li comunicat que seria suprimida la seva columna setmanal, El camino del Obispo. Segons sembla, la notícia el va agafar per sorpresa, que era membre del consell de Prensa Española i de Vocento. Li van donar un motiu: criticava excessivament la revista El Semanal, distribuïda els dissabtes per ABC.
El 21 de gener de 2013 va publicar al diari El País un article emmarcat en el cas Bárcenas (una ramificació de la trama Gürtel) on admetia que es pagaven sobresous de fins a 10.000 euros a dirigents del PP.

## Obres
- Catalanismo y constitución (en castellà).  Madrid: Fundación para el Análisis y los Estudios Sociales, 1998. ISBN 84-89633-81-9.
- «Una sentencia singular (STC 214/1991)». A: Julián Martínez-Simancas Sánchez, Manuel Aragón Reyes (coords.). La Constitución y la práctica del derecho (en castellà). Vol. 3.  Sopec, 1998, pàgs. 2587-2604. ISBN 84-85533-56-9.

Articles
- «¿Qué es el catalanismo?» (en castellà). Cuenta y razón del pensamiento actual, n. 94, 1995, pàgs. 78-81. Arxivat de l'original el 2013-02-03. ISSN: 0211-1381 [Consulta: 5 febrer 2013].
- «Informática y privacidad. ¿Se pueden poner puertas al campo?» (en castellà). Cuenta y razón del pensamiento actual, n. 63, 1992, pàgs. 98-101. ISSN: 0211-1381.[Enllaç no actiu]
- «Reformas de Código Penal» (en castellà). Cuenta y razón del pensamiento actual, n. 64, 1992, pàgs. 55-57. ISSN: 0211-1381.[Enllaç no actiu]
- «¿Sombras o certezas?» (en castellà). El País, 21 de gener del 2013, pàg. 10